# Sinnar (India)
Sinnar is een nagar panchayat (plaats) in het district Nashik van de Indiase staat Maharashtra. 

## Demografie
Volgens de Indiase volkstelling van 2001 wonen er 31.727 mensen in Sinnar, waarvan 52% mannelijk en 48% vrouwelijk is. De plaats heeft een alfabetiseringsgraad van 71%. 